# Ковтун Євген Леонідович
Євге́н (Євгеній) Леоні́дович Ко́втун — молодший сержант запасу Збройних сил України, учасник російсько-української війни.

## З життєпису
Один із засновників ГО «Асоціація ветеранів АТО України».

## Нагороди та вшанування
- Указом Президента України № 19/2020 від 21 січня 2020 року за «особисту мужність і самовіддані дії, виявлені у захисті державного суверенітету та територіальної цілісності України» нагороджений орденом За мужність III ступеня[2]
- медаль «Захиснику Вітчизни»[3]
- недержавна відзнака орден «Патріот України» (грудень 2016)